# Jateorhiza palmata
Jateorhiza palmata är en tvåhjärtbladig växtart som först beskrevs av Jean-Baptiste de Lamarck, och fick sitt nu gällande namn av John Miers. Jateorhiza palmata ingår i släktet Jateorhiza och familjen Menispermaceae. Inga underarter finns listade i Catalogue of Life.

## Bildgalleri

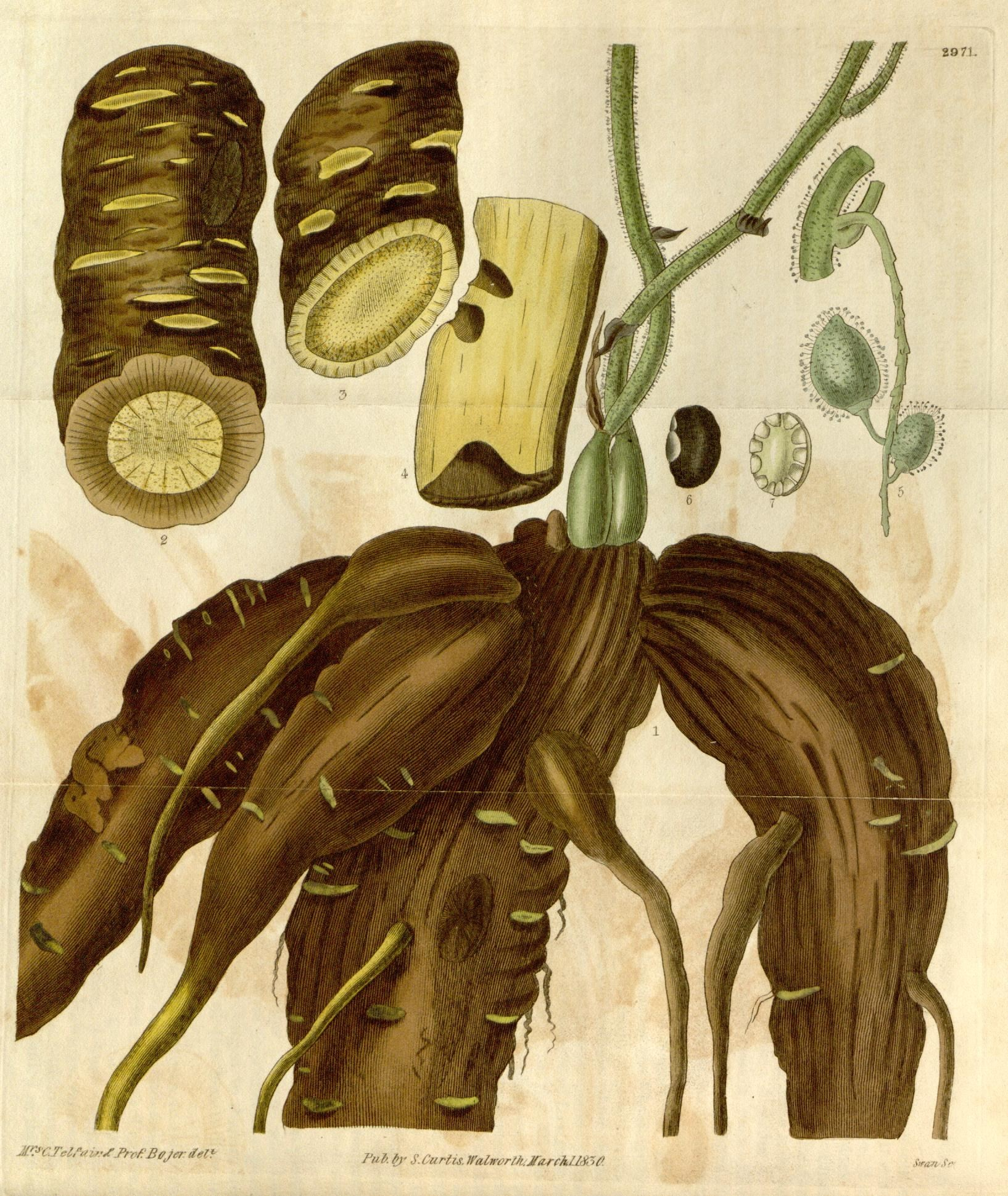